# Tachycardie
Een tachycardie is een hartritme waarbij het hart in rust klopt met een frequentie van meer dan 100 slagen per minuut.
Tachycardie kan vele oorzaken hebben. Het kan een normale reactie zijn op stress of lichamelijke inspanning. Andere oorzaken kunnen zijn uitdroging, ondervoeding, bloedarmoede of een tekort aan vitamine B1. Ook het gebruik van bepaalde stimulerende middelen, zoals koffie, amfetamine, of cocaïne, kunnen tachycardie veroorzaken.
Tachycardie kan eveneens optreden binnen 15 à 30 minuten na de inname van alcohol door een verhoogde aceetaldehydeconcentratie.
Afhankelijk van de onderliggende oorzaak en de conditie van de patiënt kan tachycardie gevaarlijk zijn en moet het behandeld worden. In sommige gevallen kan tachycardie zelfs levensbedreigend zijn.
Behandeling van niet fysiologische tachycardie geschiedt meestal met antiaritmische middelen, een andere mogelijkheid is cardioversie.
Het tegenovergestelde van tachycardie is bradycardie.